# 布斯 (巴塞尔乡村州)
布斯（德語：Buus）是瑞士巴塞爾鄉村州的一个市镇，位於該國北部，面積8.85平方公里，海拔高度445米，2012年人口962，七成人口信奉基督教，人口密度每平方公里109人。

## 外部連結
- 官方网站 （页面存档备份，存于） （德文）